# صوفي البوميرانية
صوفي البوميرانية (ق.1498– 13 مايو 1568)؛ كانت ملكة الدنمارك والنرويج بزواجها من فريدريك الأول، وهي معروفة بحكمها المستقل على إقطاعياتها لولاند وفالستر، والقلاع في كيل وبلون، والعديد من القرى في هولشتاين كملكة حاكمة.

## السيرة الذاتية
ولدت في شتيتن (شتشين) لأسرة بوميرانيا بحيث أنها ابنة بوغيسلاف العاشر دوق بوميرانيا والأميرة البولندية آنا ياغيلون.
بعد وفاة زوجته الأولى آنا فون براندنبورغ عام 1514، تزوجها فريدريك الأول ملك الدنمارك في المستقبل الذي كان آنذاك دوق شلسفيغ، لا يعرف الكثير عن شخصيتها، ومن غير المعروف أنها لعبت أي دور سياسي، يُعتقد أنها كانت مهتمة بالدين.
أصبحت صوفي ملكة الدنمارك والنرويج بعد صعود زوجها إلى عرش الدنمارك عام 1523 والنرويج عام 1524، توجت كملكة الدنمارك في 13 أغسطس 1525 (لكنها لم تتوج ملكة النرويج أبدًا)؛ وعند تتويجها مُنحت لها لولاند وفالستر والقلاع في كيل وبلون وعدة قرى في هولشتاين مقابل دخلها، لم تعش الملكة صوفي في البلاط الدنماركي كملكة، لكنها أقامت بشكل منفصل عن زوجها في ممتلكاتها في كيل، وإدارة ممتلكاتها باعتبارها إقطاعيات خاصة ومستقلة، مما تسبب في خلافات مع زوجها خلال فترة حكمه، واستمرت الصراعات في عهد خلفائه وحتى وفاتها.
وفي عام 1533 أصبحت أرملة وانتقلت مع أطفالها إلى قلعة غوتورب بحيث عزلت نفسها عن اضطرابات الداخلية، وفي انتظار نتيجة انتخاب الملك الجديد، خلال حرب أهلية تم احتلال أراضيها، وفي عام 1538 طلب منها الملك الجديد كريستيان الثالث مغادرة غوتورب بسبب التكاليف الباهظة والإقامة في كيل، ولكن قابلت ذلك بالحق في الحكم بشكل مستقل على إقطاعياتها، ولكنها اضطرت في عام 1540 إلى قبول تفوق الملك.

## الذرية
أنجبت لزوجها:-

صوفي البوميرانية مع زوجها فريديريك الأول.

1. يوهان الثاني الأكبر (28 يونيو 1521 - 2 أكتوبر 1580)؛ دوق شليسفيغ-هولشتاين-هادرسليف، غير متزوج.
2. إليزابيث (14 أكتوبر 1524 - 15 أكتوبر 1586)؛ تزوجت من ماغنوس الثالث دوق مكلنبورغ-شفيرين، ثم أولريخ الثالث دوق مكلنبورغ-غوسترو وهما والدا صوفي ملكة الدنمارك قرينة فريديريك الثاني.
3. أدولف (25 يناير 1526 – 1 أكتوبر 1586)؛ دوق هولشتاين-غوتورب، من نسله العائلة الإمبراطورية الروسية.
4. آنا (1527 - 4 يونيو 1535).
5. دوروثيا (1528 - 11 نوفمبر 1575)؛ تزوجت من كريستوفر، دوق مكلنبورغ-غادهبوش، ليس لديهم ذرية .
6. فريديريك (13 أبريل 1532 - 27 أكتوبر 1556)، أمير أسقف هيلدسهايم وأسقف شليسفيغ.